# IPTF14hls
iPTF14hls — незвичайна наднова в сузір'ї Велика Ведмедиця, що постійно вибухає протягом останніх трьох років. iPTF14hls ставала яскравою і знову тьмяніла щонайменше п'ять разів протягом двох років (2014—2016). Вибух наднової в тій же самій ділянці неба, що й iPTF14hls, був також виявлений в архівних фотографіях Паломарської обсерваторії від 1954 р.

## Відкриття
Наднова iPTF14hls була відкрита 22 вересня 2014 р. в Паломарській обсерваторії в рамках проекту «Паломарська фабрика транзієнтів» (англ. «Intermediate Palomar Transient Factory») та ідентифікована астрономами як зоря, що вибухнула, у січні 2015 р. Тоді вирішили, що це вибух наднової, який потьмяніє впродовж близько 100 днів. Але натомість крива блиску iPTF14hls тривала понад 600 днів і мала щонайменше п'ять чітких піків, протягом яких її світність змінювалася в межах 50 % з різними інтервалами. Також, замість того, аби охолонути, як це очікувалося, зоря підтримувала майже сталу температуру близько 5700 °C.
Головний дослідник групи Яір Аркаві (Iair Arcavi). Його міжнародна команда використала спектрометр LRIS обсерваторії Кека (телескоп Кек I), щоб отримати спектр галактики, у якій знаходиться зоря і спектрограф телескопа Кек II, щоб отримати у високій роздільній здатності спектр самої зорі. Вивчивши архівні знімки, на основі цих даних вони встановили, що вперше спалах був помітний ще у даних 1954 року.

## Гіпотези
Нинішня теорія передбачає, що зоря після спалення водню і вибуху, повинна була перетворитися на чорну діру. Тому вважають, що ця зоря є поки невідомим феноменом. Жодної теорії, яка б пояснила ці спостереження, наразі невідомо.
Одна з гіпотез стверджує, що це може бути першим прикладом вибуху зорі, при якому відбувається спалення антиматерії в ядрі зорі. Ще одна гіпотеза пояснює явище як пульсуючу парно-нестабільну наднову, зорю з масою принаймні 100 сонячних, що може вибухати кілька разів перед загибеллю, але таке пояснення не пояснює спостережувані постійну присутність водню, чи рівень енергії.